# ポール・ハミルトン (DD-307)
|          |                                                     |
| 艦歴     |                                                     |
| 発注     |                                                     |
| 起工     | 1918年9月25日                                       |
| 進水     | 1919年2月21日                                       |
| 就役     | 1920年9月24日                                       |
| 退役     | 1930年1月20日                                       |
| 除籍     | 1930年7月8日                                        |
| その後   | 1931年にスクラップとして廃棄                        |
| 性能諸元 |                                                     |
| 排水量   | 1,215トン                                           |
| 全長     | 314 ft 4 1/2 in (95.82 m)                           |
| 全幅     | 30 ft 11 1/2 in (9.44 m)                            |
| 吃水     | 9 ft 4 in (2.84 m)                                  |
| 機関     | ギアード・タービン2軸推進、26,500 SHP (20 MW)       |
| 最大速   | 35 ノット (65 km/h)                                 |
| 航続距離 | 4,900 海里 (9,100 km)（15ノット時）                 |
| 乗員     | 士官、兵員128名                                     |
| 兵装     | 4インチ砲4門、3インチ砲1門、 21インチ魚雷発射管12基 |

ポール・ハミルトン (USS Paul Hamilton, DD-307) は、アメリカ海軍の駆逐艦。クレムソン級駆逐艦の1隻。艦名はポール・ハミルトンに因む。

## 艦歴
ポール・ハミルトンは1918年9月25日にカリフォルニア州サンフランシスコのベスレヘム造船で起工する。1919年2月21日にジャスティン・マクグラースによって進水し、1920年9月24日に艦長J・F・マクライン少佐の指揮下就役する。
カリフォルニア州沖合での公試後、ポール・ハミルトンはサンディエゴを拠点とする太平洋巡洋艦駆逐艦部隊、第33戦隊第6小艦隊に配属される。ポール・ハミルトンは1920年から30年初頭まで太平洋戦闘艦隊と共に活動した。
ポール・ハミルトンは1930年1月20日に退役し、1931年にスクラップとして廃棄された。